# Tác động môi trường của việc đánh bắt cá

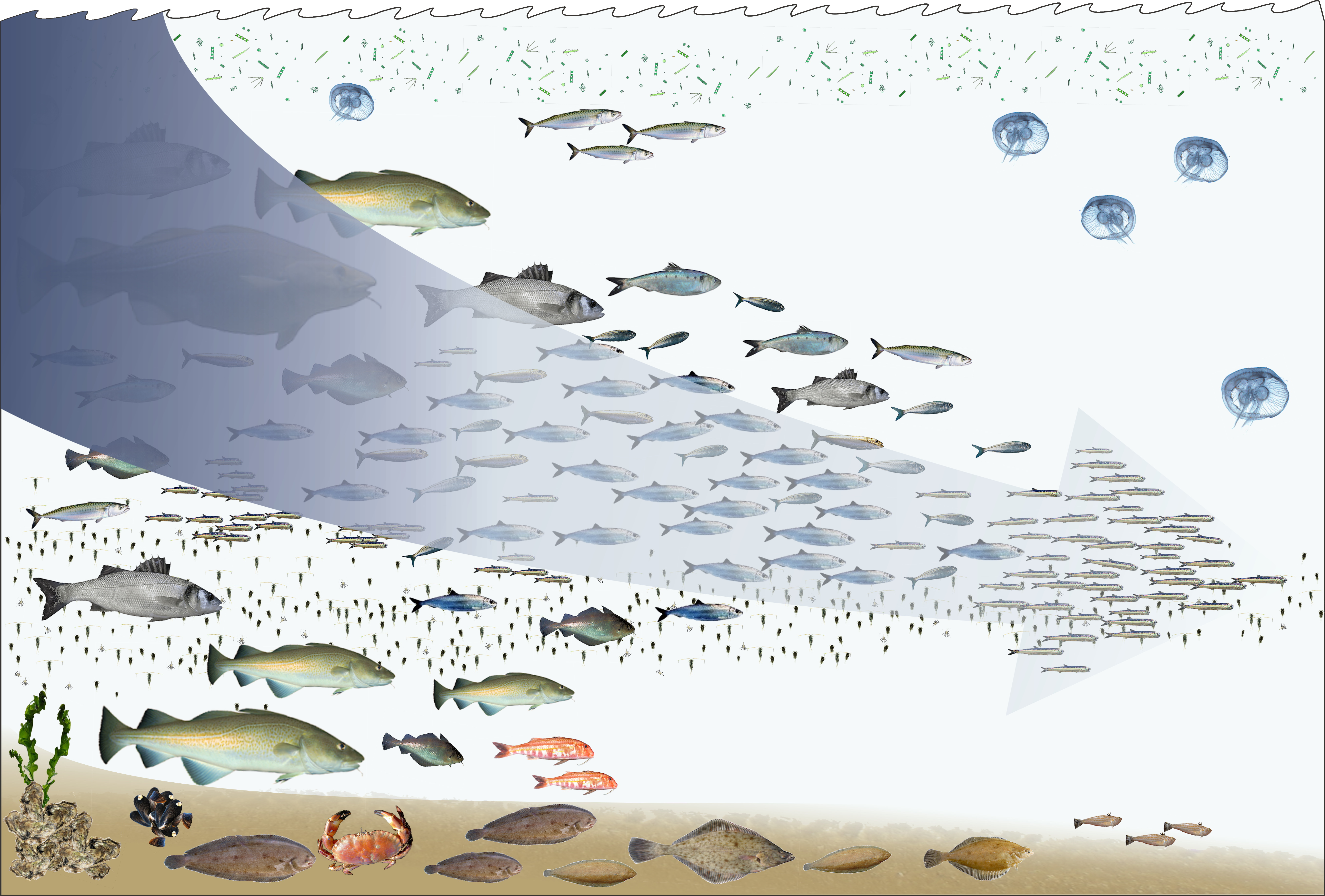

Tác động môi trường của việc đánh bắt bao gồm các vấn nạn như số lượng cá hiện tại, đánh bắt quá mức, nghề cá và quản lý ngành thủy sản; cũng như tác động của việc đánh bắt công nghiệp đối với các loại môi trường khác, chẳng hạn như đánh bắt ngoài ý muốn (bycatch). Những vấn đề này nằm trong công cuộc bảo tồn sinh vật biển, và đang được giải quyết trong các chương trình khoa học thủy sản. Theo một báo cáo vào năm 2019 của FAO, sản lượng cá, động vật giáp xác, động vật thân mềm và các động vật thủy sinh khác trên toàn cầu đã tiếp tục tăng mạnh và đạt 172,6 triệu tấn vào năm 2017, tăng 4,1% so với năm 2016. Sự cung và cầu ngày càng tăng, phần lớn là do sự gia tăng dân số thế giới.
Tạp chí Science đã công bố một nghiên cứu kéo dài 4 năm vào tháng 11 năm 2006, họ đã dự đoán rằng, nếu cứ tiếp tục theo xu hướng đánh bắt hiện nay, thế giới sẽ cạn kiệt hải sản tự nhiên vào năm 2048. Sự giảm mạnh số lượng này đã được các nhà khoa học chứng minh là kết quả của việc đánh bắt quá mức, ô nhiễm và các yếu tố môi trường khác đang làm giảm dân số đánh bắt đồng thời với việc hệ sinh thái của chúng ta đang ngày càng bị tiêu diệt. Nhiều quốc gia, chẳng hạn như Tonga, Hoa Kỳ, Úc và Bahamas, và các cơ quan quản lý quốc tế đã và đang thực hiện các biện pháp để quản lý chặt chẽ các tài nguyên sinh vật biển.
Các rạn san hô cũng đang ngày càng bị phá hủy do việc đánh bắt quá mức bởi những tấm lưới đánh cá cực kì khổng lồ được kéo dọc theo đáy đại dương khi đánh bắt bằng lưới. Nhiều loài san hô đang bị phá hủy và hệ quả là vùng sinh thái của nhiều loài đang nằm trong trạng thái bị đe dọa.

## Ảnh hưởng đến sinh cảnh đại dương

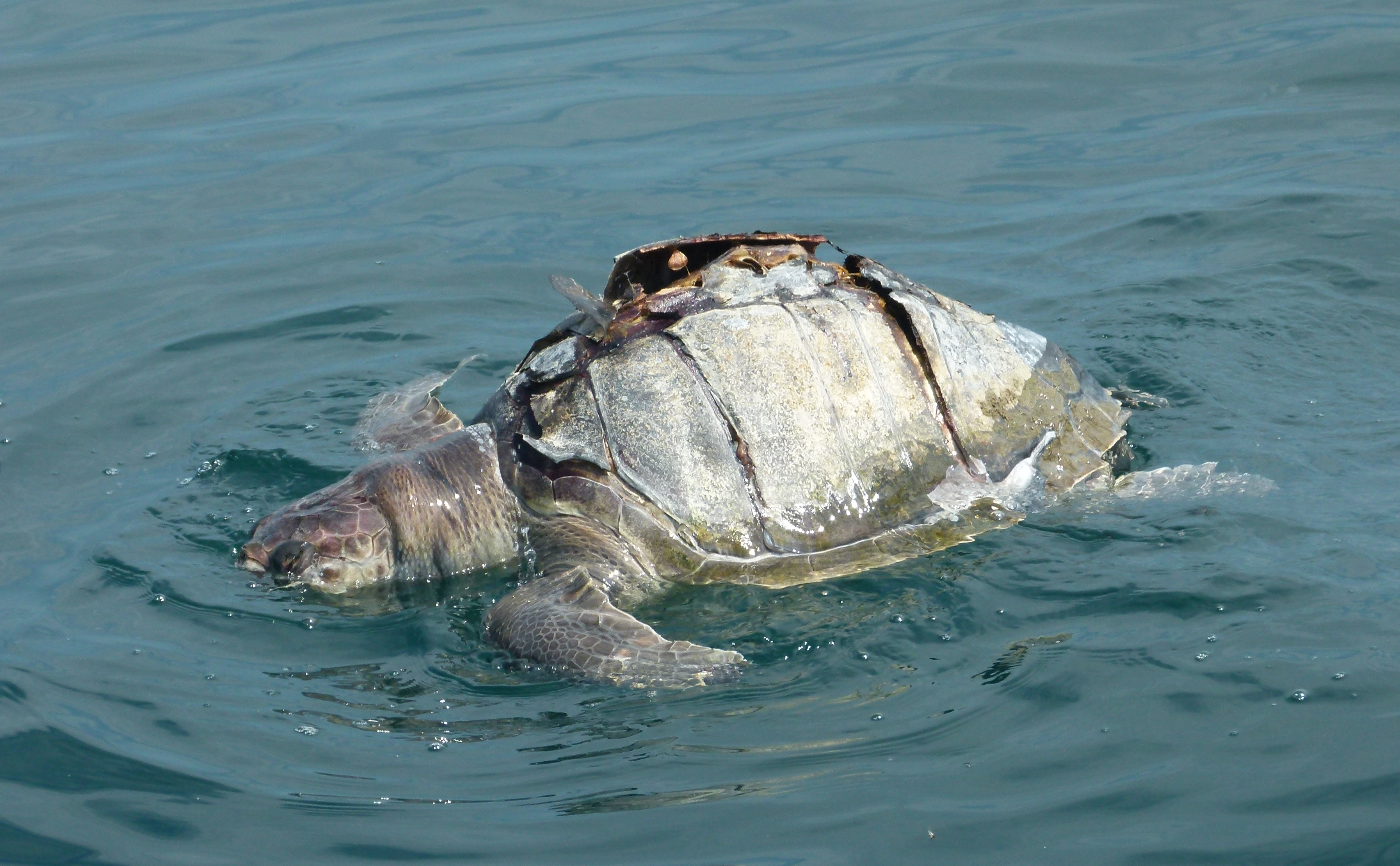
Một con rùa biển bị chân vịt của thuyền giết chết

Môi trường biển có thể bị hủy hoại bởi một số kĩ thuật đánh bắt cá nguy hiêm.Trong đó Đánh bắt bằng thuốc nổ và đánh cá bằng xyanua, là bất hợp pháp ở nhiều nước,gây ảnh hưởng nghiêm trọng đến môi trường xung quanh. Đánh cá bằng thuốc nổ làhoạt động sử dụng chất nổ để đánh bắt cá. Đánh bắt bằng xyanua làhoạt động sử dụng xyanua để gây choáng cho cá để đánh bắt. Hai hoạt động này phổ biến trong việc buôn bán cá cảnh và buôn bán cá sống. Những hoạt động này mang tính nguy hiểm bởi chúng ảnh hưởng đến sinh cảnh biển mà các san hô đang sống sau khi những con cá bị chết đi bởi hóa chất. Hoạt động kéo lưới đáy,một hoạt động kéo lưới đánh cá dọc theo đáy biển phía sau tàu lưới kéo,đã giết chết khoảng 5 đến 25% các sự sống dưới biển chỉ trong một lần chạy. Hầu hết các tác động là do hoạt động đánh bắt cá thương mại. Một báo cáo năm 2005 của Dự án Thiên niên kỷ Liên hợp quốc do Tổng thư ký Liên hợp quốc Kofi Annan ủy quyền đã khuyến nghị loại bỏ nghề đánh bắt kéo lưới đáy trên biển vào năm 2016 để bảo vệ các núi dưới đáy biển và các môi trường sinh thái nhạy cảm khác. Nhưng điều này đã không được thực hiện.
Vào giữa tháng 10 năm 2006, Tổng thống Hoa Kỳ George W. Bush đã cùng các nhà lãnh đạo thế giới khác kêu gọi tạm hoãn đánh lưới dưới đáy biển sâu, hoạt động này thường gây ra những tác hại đối với môi trường sống ở biển và bao gồm cả quần thể cá. Nhưng không có hành động thực tế nào được thực hiện sau cuộc kêu gọi (Vivek). Hệ sinh thái dưới nước của động vật biển cũng có thể bị sụp đổ trong tương lai do chuỗi thức ăn bị phá hủy.
Ngoài ra, đánh bắt ma cũng là một mối đe dọa lớn do đánh bắt thủy sản. Đánh bắt ma xảy ra khi một chiếc lưới đánh cá, chẳng hạn như lưới rê hoặc lưới kéo, bị mất hoặc bị vứt bỏ trên biển và trôi dạt trong đại dương và các sinh vật biển vẫn có thể bị mắc kẹt trong những chiếc lưới đó. Theo Bộ Quy tắc Ứng xử của FAO về Nghề cá có Trách nhiệm, các Quốc gia nên có những hành động thiết thực để giảm thiểu số lượng ngư cụ bị thất lạc và bị bỏ rơi, và nỗ lực hơn để giảm thiểu tình trạng đánh bắt ma

## Đánh bắt cá quá mức
Việc đánh bắt quá mức cũng đã được báo cáo ở nhiều nơi trên thế giới do việc khối lượng thủy sản bị đánh bắt gia tăng chóng mặt qua hàng năm nhằm cung cấp cho số lượng người tiêu dùng tăng mạnh. Điều này đã dẫn đến sự phá vỡ một số hệ sinh thái biển và một số ngành đánh bắt cá mà sản lượng khai thác của họ đã bị giảm đi đáng kể. Sự tuyệt chủng của nhiều loài cũng đã được báo cáo. Theo ước tính của Tổ chức Nông lương, trên 70% các loài cá trên thế giới bị khai thác hết hoặc cạn kiệt. Theo Tổng thư ký của Hội nghị thượng đỉnh thế giới về phát triển bền vững năm 2002, "Việc đánh bắt quá mức không thể tiếp tục, sự cạn kiệt nguồn thủy sản là mối đe dọa lớn đối với nguồn cung cấp lương thực của hàng triệu người." 
Câu chuyện trang bìa của tạp chí khoa học Nature ngày 15 tháng 5 năm 2003 - với Tiến sĩ Ransom A. Myers, một nhà sinh vật học thủy sản nổi tiếng thế giới (Đại học Dalhousie, Halifax, Canada) là tác giả chính - được dành cho một bản tóm tắt khoa học thông tin. Câu chuyện khẳng định rằng, so với mức năm 1950, chỉ có một phần còn lại (trong một số trường hợp, khoảng 10%) của tất cả các nguồn cá đại dương lớn còn lại ở biển. Những loài cá đại dương lớn này là loài ở đầu chuỗi thức ăn (ví dụ như cá ngừ, cá tuyết, trong số những loài khác). Bài báo này sau đó đã bị chỉ trích là thiếu sót về cơ bản, mặc dù vẫn còn nhiều tranh luận (Walters 2003; Hampton và cộng sự 2005; Maunder và cộng sự 2006; Polacheck 2006; Sibert và cộng sự 2006) và phần lớn các nhà khoa học thủy sản hiện đang xem xét kết quả không liên quan đến cá nổi lớn (biển khơi).
Việc đánh bắt cá dưới lưới thức ăn là điều xảy ra khi đánh bắt quá mức. Sau khi bắt được tất cả những con cá lớn hơn, người câu sẽ bắt đầu đánh bắt những con nhỏ hơn, điều này dẫn đến việc đánh bắt nhiều cá hơn để theo kịp nhu cầu. Điều này làm giảm số lượng cá, cũng như sự đa dạng di truyền của các loài, khiến chúng dễ bị bệnh hơn và ít có khả năng thích nghi với các tác nhân gây căng thẳng của chúng và môi trường. Ngoài ra, việc đánh bắt những con cá nhỏ hơn dẫn đến việc sinh sản những con nhỏ hơn, điều này có thể gây khó khăn cho cá. Ở nhiều loài, cá cái càng nhỏ thì khả năng sinh sản càng ít, ảnh hưởng đến quần thể cá.

## Gián đoạn sinh thái
Đánh bắt quá mức có thể dẫn đến việc khai thác quá mức các dịch vụ hệ sinh thái biển. Đánh bắt cá có thể gây ra một số tác động tiêu cực về tâm sinh lý đối với quần thể cá bao gồm: tăng mức độ căng thẳng và tổn thương cơ thể do mắc phải lưỡi câu. Thông thường, khi vượt qua ngưỡng này, hiện tượng trễ có thể xảy ra trong môi trường.  Cụ thể hơn, một số xáo trộn sinh thái được quan sát thấy trong hệ sinh thái biển Biển Đen là do sự kết hợp của việc đánh bắt quá mức và các hoạt động khác có liên quan của con người gây ảnh hưởng xấu đến môi trường biển và hệ sinh thái. Sự gián đoạn sinh thái cũng có thể xảy ra do việc đánh bắt quá mức các loài cá quan trọng như cá ngói và cá mú, những loài động vật được coi là kỹ sư hệ sinh thái.
Việc đánh bắt cá có thể phá vỡ mạng lưới thức ăn bằng cách nhắm vào các loài cụ thể, có nhu cầu tiêu thụ lớn. Việc đánh bắt quá nhiều các loài như cá mòi và cá cơm làm giảm nguồn cung cấp thức ăn cho các loài săn mồi. Sự gián đoạn của các loài ong bắp cày này có thể ảnh hưởng đến toàn bộ hệ sinh thái. Nó cũng có thể gây ra sự gia tăng các loài săn mồi khi cá mục tiêu là các loài săn mồi, chẳng hạn như cá hồi và cá ngừ.
Đánh bắt quá mức và ô nhiễm môi trường biển cũng ảnh hưởng đến khả năng lưu trữ carbon của chúng và góp phần không nhỏ vào cuộc khủng hoảng khí hậu.

## Đánh bắt ngoài ý muốn
Đánh bắt ngoài ý muốn là việc đánh bắt trúng các loài sinh vật biển không nằm trong mục tiêu đánh bắt của họ. Chúng có thể được giữ lại để bán hoặc bị vứt bỏ và không được sử dụng đến. Ngay cả những người câu cá với mục đích giải trí cũng vứt bỏ rất nhiều những loài cá nằm ngoài mục tiêu của họ và chỉ nhắm vào những con cá họ cần. Đối với mỗi 0,45 kg của các loài mục tiêu bị bắt, có tới 2,25 kg các loài sinh vật biển ngoài ý muốn bị đánh bắt và bị loại bỏ. Hàng năm, có tới 40% (63 tỷ pound) lượng cá đánh bắt trên toàn cầu  bị vứt bỏ, và có tới 650.000 con cá voi, cá heo và hải cẩu đã bị tàu đánh cá giết mỗi năm.

## Vây cá mập và việc tiêu hủy chúng

### Vây cá mập
Vây cá mập là hành động loại bỏ đi chiếc vây của những con cá mập và vứt phần còn lại của cá mập. Những con cá mập thường vẫn còn sống sau quá trình trên, nhưng chúng lại không có vây. Khi được thả ra đại dương, cá mập nhanh chóng bị chìm xuống bởi chúng không thể tự bơi và sau đó sẽ chết vì ngạt thở hoặc bị ăn thịt bởi những kẻ săn mồi khác. Mặc dù các nghiên cứu đã chỉ ra rằng có khoảng 73 triệu con cá mập bị lấy vây mỗi năm, nhưng họ đã nhấn mạnh rằng con số này thực sự có thể cao hơn, rơi vào con số ước lượng 100 triệu con cá mập bị giết lấy vây mỗi năm. Cái chết của hàng triệu con cá mập đã gây ra thiệt hại thảm khốc cho hệ sinh thái biển.

### Tiêu hủy cá mập
Tiêu diệt cá mập là việc giết cá mập trong các chương trình "kiểm soát cá mập" do chính phủ điều hành. Các chương trình này tồn tại để giảm nguy cơ cá mập tấn công con người - tuy nhiên, các nhà bảo vệ môi trường đã chứng minh rằng việc này không làm giúp làm giảm nguy cơ bị cá mập tấn công; họ cũng nói rằng việc tiêu hủy cá mập gây hại trực tiếp cho hệ sinh thái biển. Việc tiêu hủy cá mập này hiện đang diễn ra rất nhiều ở New South Wales, Queensland, KwaZulu-Natal và Réunion. Chương trình "kiểm soát cá mập" của Queensland đã giết chết khoảng 50.000 con cá mập từ năm 1962 đến năm 2018 - Chương trình của Queensland sử dụng các thiết bị gây chết người như lưới cá mập và dây trống.  Hàng ngàn loài động vật khác, chẳng hạn như rùa và cá heo, đã bị giết ở Queensland là hậu quả của việc đánh bắt ngoài ý muốn (bycatch) khi giết những con cá mập. Chương trình tiêu hủy cá mập ở Queensland được gọi là "lỗi thời, tàn nhẫn và không hiệu quả".  Chương trình tiêu hủy cá mập ở New South Wales (sử dụng lưới) đã giết chết hàng nghìn con cá mập, rùa, cá heo và cá voi.  Chương trình tiêu hủy cá mập của KwaZulu-Natal đã giết chết hơn 33.000 con cá mập trong 30 năm thực hiện.

## Rác thải trên biển
Các nghiên cứu gần đây đã chỉ ra rằng, tính theo khối lượng, các dụng cụ đánh bắt cá, chẳng hạn như phao, dây và lưới đánh bắt, chiếm hơn hai phần ba các rác thải nhựa lớn được tìm thấy trong các đại dương; trong Great Pacific Garbage Patch, chỉ riêng lưới đánh cá đã chiếm ít nhất 46% rác thải. Tương tự, dụng cụ đánh bắt được chứng minh là một nguồn chính của những rác thải nhựa được tìm thấy ở bờ biển Hàn Quốc. Cuộc sống của sinh vật biển bị ảnh hưởng bởi các loại rác theo hai hướng: đi qua sự vướng víu (nơi các rác thải này quấn vào nhau hoặc động vật bị cuốn vào), hoặc chúng sẽ nuốt phải các mảnh rác (cố ý hoặc vô tình). Cả hai đều gây hại cho động vật. Các rác thải trên biển bao gồm lưới đánh cá hoặc lưới kéo cũ thường có thể liên quan đến các hiện tượng như đánh cá ma, trong đó các mảnh lưới, hay được gọi là lưới ma, tiếp tục di chuyển và bắt cá.  Một nghiên cứu được thực hiện ở miền nam Nhật Bản về bạch tuộc đã ghi nhận rằng ước tính khoảng 212.000–505.000 con bạch tuộc tử vong mỗi năm tại các ngư trường của khu vực, một phần lớn là do đánh bắt ma gây nên. Kiểm soát số lượng rác và giám sát hậu cần của việc xử lý chất thải, đặc biệt là chất thải chủ yếu liên quan đến đánh bắt cá, là một trong những phương pháp để giảm bớt các rác thải biển. Sử dụng các công nghệ hiện đại hoặc cơ học như máy bay không người lái dọn sạch rác trên biển có thể giúp giảm lượng chất thải đánh bắt trong các đại dương.

## Câu cá nhằm mục đích giải trí
Câu cá giải trí là câu cá được thực hiện trong các hoạt động thể thao hoặc thi đấu, trong khi câu cá thương mại là đánh bắt hải sản với số lượng lớn, để kiếm lời. Cả hai hành động này đều có thể có các tác động môi trường khác nhau khi đánh bắt cá.
Mặc dù nhiều người cho rằng câu cá giải trí không có tác động lớn đến cá và các sinh vật biển khác, nhưng nó thực sự chiếm gần một phần tư số cá đánh bắt ở Hoa Kỳ, nhiều trong số đó là cá có giá trị thương mại. Tác động lớn nhất của việc câu cá giải trí là các mảnh vụn biển, đánh bắt quá mức và tỷ lệ cá chết. Giảm tỷ lệ chết trong thủy sản giải trí cũng giống như tác động của đánh bắt ngoài ý muốn trong thủy sản thương mại. Các nhà nghiên cứu đã đề xuất rằng cải thiện công tác quản lý nghề cá giải trí trên quy mô toàn cầu có thể tạo ra những lợi ích cho xã hội đáng kể ở quy mô tương tự như cải cách nghề cá thương mại.

### Đánh bắt và thả
Đánh bắt và thả câu liên quan đến một số hành động thực tiễn để giảm các tác động tiêu cực đến môi trường của việc đánh bắt, bao gồm: thời lượng câu, thời điểm câu và loại lưỡi câu được sử dụng trong quá trình câu cá. Để tăng hiệu quả của việc đánh bắt và phóng sinh cũng như giảm thiểu tác động tiêu cực của nó, cần có các hướng dẫn cụ thể hơn.  Các hướng dẫn này giúp điều chỉnh các quy tắc và quy định cụ thể cho việc đánh bắt các loài cá cụ thể liên quan đến vị trí, chu kỳ giao phối và sự di cư của chúng.  Một cuộc nghiêm cứu vào năm 2005 cho thấy tỷ lệ tử vong khi bắt và thả trung bình là 18%, nhưng lại tuỳ thuộc vào từng loài cá khác nhau. Mặc dù đánh bắt và phóng sinh đã được sử dụng rộng rãi trong đánh bắt cá giải trí, nhưng nó cũng có lợi cho việc duy trì quần thể cá ở mức ổn định để đánh bắt thương mại vẫn nhận được những lợi ích kinh tế và xã hội. Việc kết hợp đánh bắt và phóng sinh với các phương pháp thu thập dữ liệu đo lường sinh học cho phép các nhà nghiên cứu tìm hiểu các tác động sinh học của đánh bắt và thả lên cá để phù hợp hơn với các nỗ lực bảo tồn và biện pháp khắc phục trong tương lai.

## Biện pháp khắc phục

### Quản lý ngành thủy sản và nuôi cá
Một phương pháp để tăng số lượng đàn cá cũng như giảm mức độ nghiêm trọng của các tác động xấu đến môi trường dẫn đến rối loạn sinh thái là sử dụng các hệ thống quản lý ngành thủy sản. Về cơ bản, quản lý ngành thủy sản nghĩa là đặt ra các hạn chế đối với loại thiết bị được sử dụng và phân bổ các góc câu được cho phép. Quản lý ngành thủy sản cũng giúp gắn kết các cộng đồng trong việc nỗ lực bảo tồn biển, trong đó dễ dàng nhận biết nhất là các công văn quản lí chặt chẽ do các cộng đồng lớn dẫn đầu.
Quản lý thủy sản dựa trên hệ sinh thái là một phương pháp khác được sử dụng để bảo tồn cá và khắc phục tác động. Thay vì chỉ tập trung vào các nỗ lực bảo tồn vào một loài sinh vật biển duy nhất, quản lý dựa trên hệ sinh thái được sử dụng trên nhiều loài cá khác nhau trong một môi trường.   Để cải thiện việc áp dụng các hình thức quản lý nghề cá này, điều quan trọng là phải giảm bớt các rào cản gia nhập đối với các kịch bản quản lý để làm cho các phương pháp này dễ tiếp cận hơn với nghề cá trên toàn cầu.
Nhiều chính phủ và các cơ quan liên chính phủ đã thực hiện các chính sách quản lý nghề cá nhằm hạn chế tác động môi trường của việc đánh bắt cá. Bảo tồn đánh bắt nhằm mục đích kiểm soát các hoạt động của con người có thể làm giảm hoàn toàn nguồn cá hoặc rửa trôi toàn bộ môi trường nước. Các luật này bao gồm hạn ngạch về tổng sản lượng đánh bắt của các loài cụ thể trong nghề cá, hạn ngạch về nỗ lực (ví dụ: số ngày trên biển), giới hạn về số lượng tàu được phép trong các khu vực cụ thể và việc áp dụng các hạn chế theo mùa đánh bắt.
Năm 2008, một nghiên cứu quy mô lớn về nghề cá sử dụng hạn ngạch có thể chuyển nhượng riêng lẻ và những hạn ngạch không cung cấp bằng chứng chắc chắn rằng hạn ngạch có thể chuyển nhượng riêng lẻ có thể giúp ngăn chặn sự sụp đổ và khôi phục nghề cá có vẻ đang suy giảm.
Nuôi cá đã được đề xuất như một giải pháp thay thế bền vững hơn so với đánh bắt cá tự nhiên truyền thống. Tuy nhiên, việc nuôi cá đã được phát hiện là có tác động tiêu cực đến các loài cá hoang dã gần đó  và việc nuôi các loài cá săn mồi như cá hồi có thể dựa vào thức ăn cho cá dựa trên bột cá và dầu từ cá tự nhiên.

### Khu bảo tồn sinh vật biển
Các khu bảo tồn biển phục vụ cho việc bảo vệ môi trường và an toàn động vật hoang dã biển. Bản thân các khu bảo tồn được thiết lập thông qua các kế hoạch hoặc chính sách bảo vệ môi trường chỉ định một môi trường biển cụ thể được bảo vệ.  Các rạn san hô là một trong nhiều ví dụ liên quan đến việc áp dụng các khu bảo tồn biển để thiết lập các khu bảo tồn biển.  Ngoài ra còn có các sáng kiến bảo tồn biển ở Hoa Kỳ, Caribe, Philippines và Ai Cập.  Để giảm thiểu các tác động tiêu cực đến môi trường của việc đánh bắt cá trong môi trường biển, các khu bảo tồn biển được thiết kế nhằm tạo ra, nâng cao và tái hiện đa dạng sinh học trong khu vực. Kết quả là, những lợi ích chính phát sinh từ việc thực hiện loại nỗ lực quản lý này bao gồm các tác động tích cực đối với việc bảo vệ môi trường sống và bảo tồn loài.